# Sirákov
Sirákov település Csehországban, a Žďár nad Sázavou-i járásban. Sirákov Rudolec, Poděšín, Nížkov és Újezd településekkel határos. Lakosainak száma 269 fő (2024. január 1.).

## Népesség
A település lakosságának változását az alábbi diagram mutatja:
| Lakosok száma | 343  | 368  | 351  | 273  | 252  | 256  | 257  | 264  | 271  | 269  |
|               | 1869 | 1900 | 1921 | 1961 | 1980 | 2011 | 2016 | 2019 | 2021 | 2024 |